# Sunnfjord (Kommune)

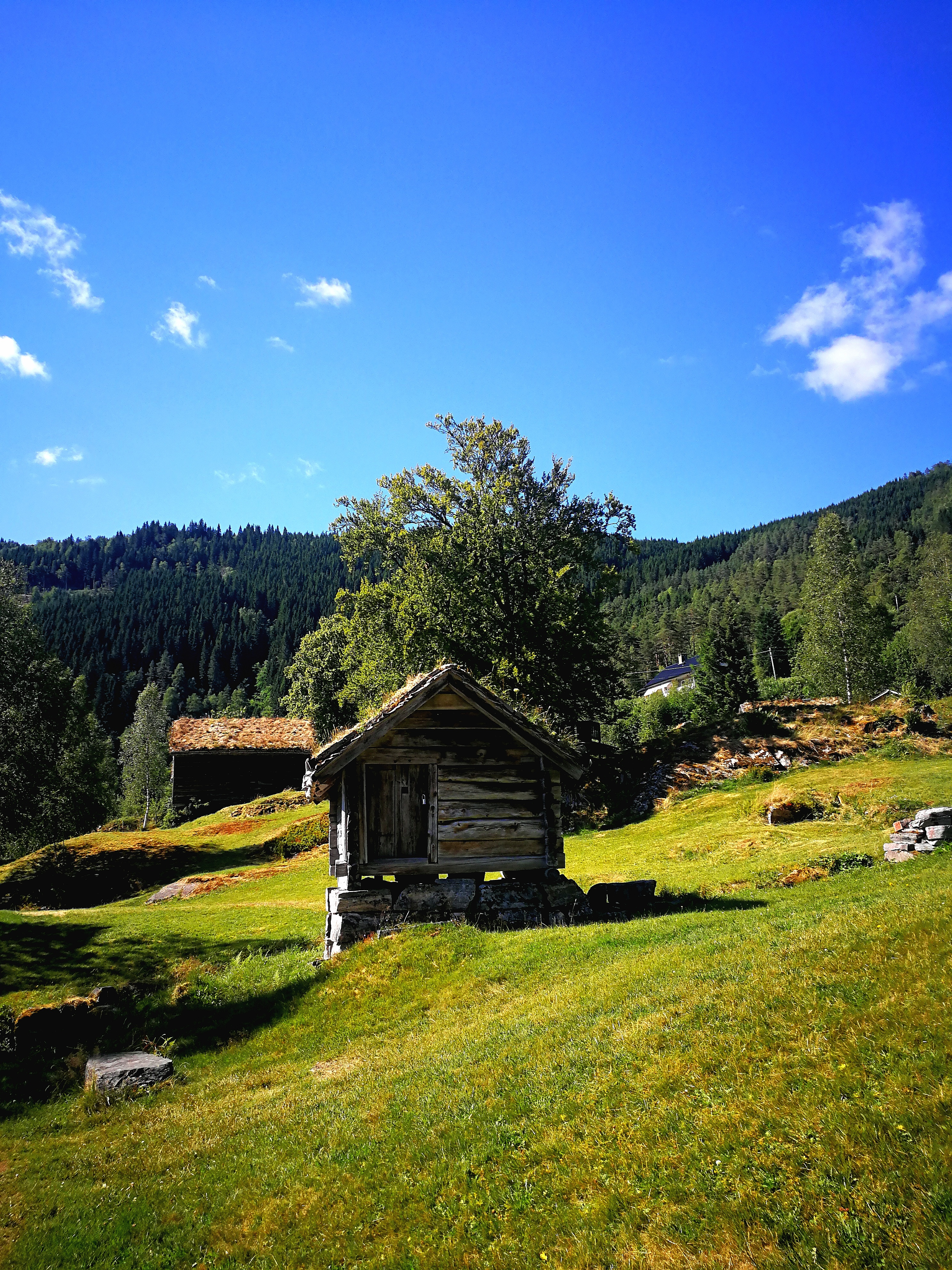
Museum in Førde

Sunnfjord ist eine norwegische Kommune in Vestland, die seit dem 1. Januar 2020 Bestand hat. Sie setzt sich aus den ehemaligen Kommunen Førde, Naustdal, Gaular und Jølster zusammen und hat 22.662 Einwohner (Stand: 1. Januar 2025). Verwaltungssitz ist der Ort Førde.

## Geographie
Die Kommune grenzt im Norden an Kinn und Gloppen, im Osten an Stryn und Luster, im Südosten an Sogndal, im Süden an Hyllestad und im Westen an Askvoll. Die höchste Erhebung ist Snønipa mit einer Höhe von 1827 moh.

## Wappen
Das Wappen hat weiße Streifen auf grünem Untergrund. Die Streifen symbolisieren, dass sich hier die Flüsse Nausta, Gaula, Anga und Jølstra treffen.

## Persönlichkeiten
- Ronny Brede Aase (* 1986), Moderator
- Eldrid Lunden (* 1940), Autorin
- Harald Endre Thingnes  (* 1969),  Journalist, Sportkommentator und Fernsehmoderator
- Arian Engebø (* 1994), Moderatorin